# Gare de Boxtel
La gare de Boxtel (en néerlandais : Station Boxtel) est une gare ferroviaire néerlandaise des lignes de Bréda à Eindhoven, d'Utrecht à Boxtel (nl) et de Boxtel à Wesel (nl). Elle est située à Boxtel, dans la province du Brabant-Septentrional.
C'est une gare des Nederlandse Spoorwegen (NS)/

## Situation ferroviaire
Établie à 9 mètres d'altitude, la gare de bifurcation de Boxtel est située au point kilométrique (PK) 39,1 de la ligne de Bréda à Eindhoven, entre les gares ouvertes d'Oisterwijk et de Best, au PK 60,1 de la ligne d'Utrecht à Boxtel après la gare ouverte de Vught.
Elle était également l'origine de la ligne de Boxtel à Wesel avant sa fermeture en 1950.

## Histoire
La gare de Boxtel est mise en service le 1er mai 1865, lors de l'ouverture à l'exploitation de la ligne de Breda à Eindhoven.

## Service des voyageurs

### Accueil
Gare NS, elle dispose d'un bâtiment voyageurs, avec guichets et salle d'attente. Elle dispose d'automates pour l'achat de titres de transport. Des aménagements, équipements et services sont à la disposition des personnes à la mobilité réduite.
Une passerelle permet la traversée des voies et l'accès aux quais.

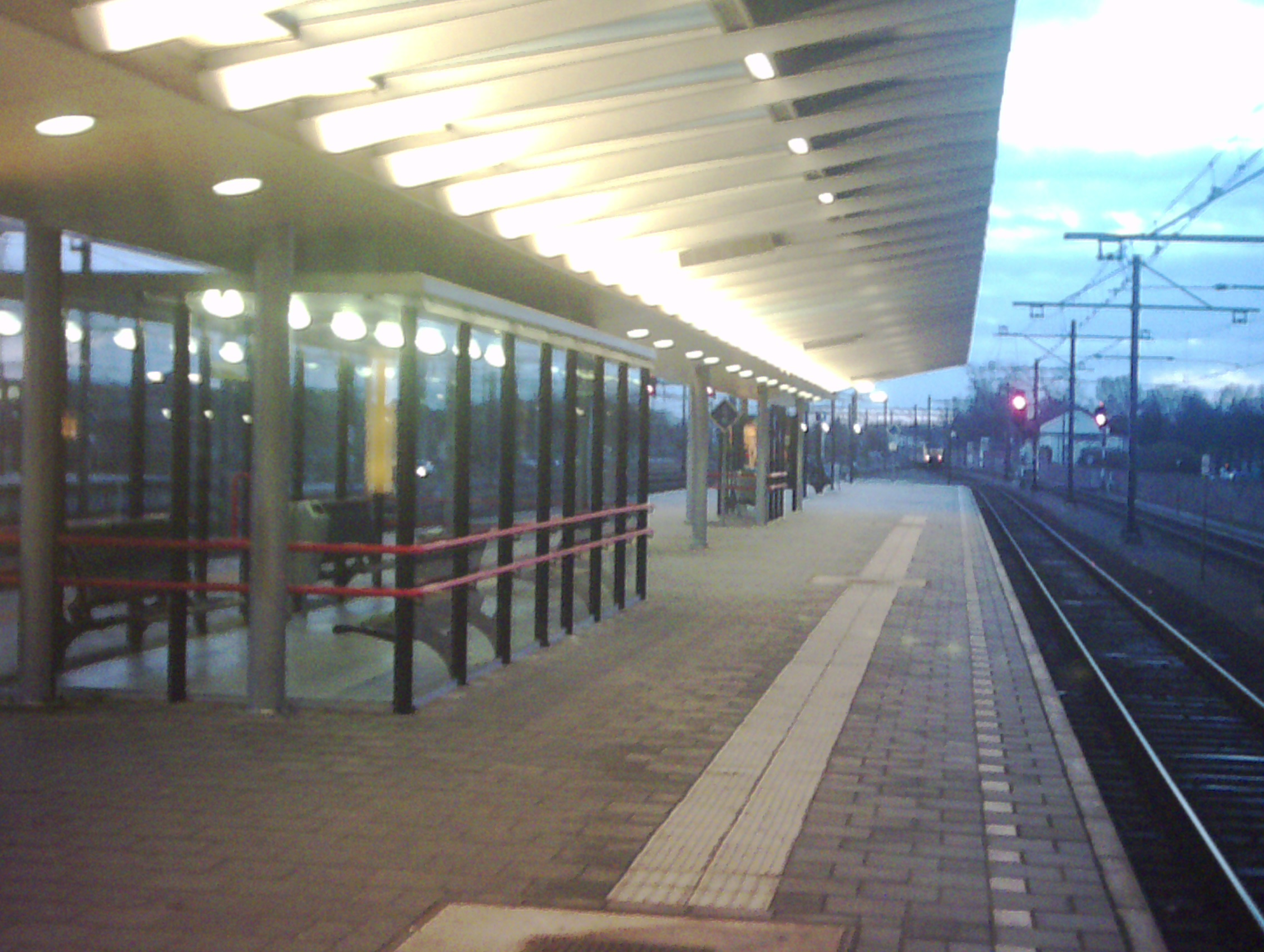
Quai de la gare de Boxtel

### Desserte
Les trains s'arrêtant à la gare de Boxtel font partie du service assuré par les Nederlandse Spoorwegen reliant Bois-le-Duc à Deurne via Eindhoven, ainsi que du service reliant Tilburg à Eindhoven.

### Intermodalité
Un parc pour les vélos et un parking pour les véhicules y sont aménagés.